# مارسيو فيريرا دي سوزا
مارسيو فيريرا دي سوزا (بالبرتغالية: Marcio Ferreira de Souza‏) هو لاعب كرة قدم برازيلي في مركز الدفاع، ولد في 3 أكتوبر 1977 في سانتو أندريه في البرازيل. لعب مع أريس ليماسول ونادي أتليتيكو كولون ونادي غاما ونادي موجي ميريم.

## وصلات خارجية
- مارسيو فيريرا دي سوزا على موقع قاعدة بيانات كرة القدم.إي يو (الإنجليزية)